# Айгумов, Абакар Олович
Абакар Олович Айгумов (род. 23 апреля 1984, Чадаколоб, Дагестанская АССР) — российский дзюдоист, бронзовый призёр первенств России среди юниоров и молодёжи, бронзовый призёр этапов Кубка Европы среди юниоров, бронзовый призёр первенства Европы среди юниоров, серебряный (2005) и бронзовый (2006) призёр чемпионатов России, мастер спорта России. Выступал в средней весовой категории (до 90 кг). Наставником Айгумова был Джабраил Баркалаев.

## Личная жизнь
В 2005 году закончил школу № 1 в селе Цунта Цунтинского района Дагестана.

## Спортивные результаты
- Чемпионат России среди юниоров 2002 года — ;
- Чемпионат России среди молодёжи 2002 года — ;
- Этап Кубка Европы среди юниоров 2002 года (Калининград) — ;
- Этап Кубка Европы среди юниоров 2003 года (Санкт-Петербург) — ;
- Этап Кубка Европы среди юниоров 2003 года (Берлин) — ;
- Первенство Европы среди юниоров 2003 года (Сараево) — ;
- Чемпионат России по дзюдо 2005 года — ;
- Чемпионат России по дзюдо 2006 года — ;
- Чемпионат России среди молодёжи 2006 года — ;